# Meretseger (reina)
Meretseger (Mr.t sgr, "La qui estima el silenci") va ser una reina egípcia de la XII Dinastia. Era la Gran Esposa Reial del faraó Senusret III.

## Biografia
|                |   |       |    |
| \| \| \| \| \| |   |       |    |
|                |   |       |    |
| mr             | s | g · r | A2 |

| mr | s | g · r | A2 |

|                |   |       |    |
| \| \| \| \| \| |   |       |    |
|                |   |       |    |
| mr             | s | g · r | A2 |

| mr | s | g · r | A2 |

|                |   |       |    |
| \| \| \| \| \| |   |       |    |
|                |   |       |    |
| mr             | s | g · r | A2 |

| mr | s | g · r | A2 |

|                |   |       |    |
| \| \| \| \| \| |   |       |    |
|                |   |       |    |
| mr             | s | g · r | A2 |

| mr | s | g · r | A2 |

Meretseger apareix en fonts de l'Imperi Nou d'Egipte com l'esposa de Senusret III. Segons aquestes fonts, seria la primera reina egípcia consort que portaria el títol de Gran Esposa Reial, que es va convertir a partir d'aquell moment en el títol estàndard de les principals dones dels faraons. També va ser la primera reina consort en tenir escrit el seu nom en un cartutx; tanmateix, com que no hi ha fonts contemporànies que parlin de Meretseger, és molt probable que sigui una creació de l'Imperi Nou.
Juntament amb Khenemetneferhedjet II i Neferthenut, és una de les tres esposes conegudes de Senusret III (una possible quarta dona seria Sithathoriunet). Meretseger apareix representada en una estela datada de l'Imperi Nou que ara es troba al British Museum (EA846) i en una inscripció a Semna que data del regnat de Tuthmosis III.